# ユーロビジョン・ソング・コンテスト2015
ユーロビジョン・ソング・コンテスト2015こと第60回ユーロビジョン・ソング・コンテスト（英語:Eurovision Song Contest 2015、フランス語:Concours Eurovision de la chanson 2015）は、2015年5月にオーストリア・ウィーンにて開催された。これは、前年大会でオーストリア代表のコンチータ・ヴルストが優勝したため今大会はオーストリアが主催権を得たものであり、同国がユーロビジョン・ソング・コンテストを主催するのは1967年大会以来、2度目である。準決勝1および2はそれぞれ2015年5月19日および21日に、決勝は23日に行われた。司会を務めるのはミリヤム・ヴァイフゼルブラウン、アリーセ・トゥムラー、アラベラ・キースバウアーである。
今大会はユーロビジョン・ソング・コンテストの60周年を記念し、オーストラリアが初めて参加する。また、前年は不参加であったキプロス、チェコ共和国、セルビアが大会に復帰し、一方ウクライナは2014年ウクライナ内戦および経済的理由により不参加となった。

## 開催地

オーストリア・ウィーンに位置する会場のヴィーナー・シュタットハレ

2014年8月6日、オーストリア放送協会は翌年のユーロビジョン・ソング・コンテスト開催地をウィーンに決定したと発表した。また、会場となるのは、収容人数1万6千人を超えるヴィーナー・シュタットハレである。

### 開催地の選定
ユーロビジョン・ソング・コンテスト2014でオーストリアが優勝し、2015年大会の主催国となることが決まった後、当初その開催地の候補に挙がったのはウィーンとザルツブルクであった。その後、両都市のほか、クラーゲンフルト、インスブルック、ニーダーエスターライヒ、グラーツ、オーバーエスターライヒ、ブルゲンラント、フォアアールベルクなども開催意欲を表明し、またザルツブルクは会場や広報などの能力面で開催地候補から外された。
ウィーンは開催地の最有力候補とみなされ、毎年テニスのエルステ・バンク・オープンの会場となっているヴィーナー・シュタットハレの他に、見本市など様々なイベント会場となっているメッセ・ウィーン（Messe Wien）も会場候補に挙げられた。両施設はそれぞれ1万6千人、3万人の収容能力を持つ。オーストリアで2番目に大きい都市であるグラーツには、シュタットハレ・グラーツ、シュヴァルツ・フライツァイト・ツェントルムがあり、またクラーゲンフルトのヴェルターゼー・シュターディオンは3万人の収容能力を有する。しかし、これらの施設でコンテストを開催するためには屋根を取り付ける工事が必要であった。インスブルックのオリンピアハレは1964年冬季オリンピック・1976年冬季オリンピックでアイスホッケーおよびフィギュアスケートの会場であった。また、リンツのブルックナーハウスも会場候補に挙がったが、収容人数が十分ではなかった。リンツに近いヴェルスからも大会主催の意欲が表明された。その後更にオーバーヴァルト、フォアアールベルクからも開催の意欲表明があった。
2014年5月29日、2015年大会の主催放送局となるオーストリア放送協会（ORF）と欧州放送連合は、会場の要件を公表した。オーストリア放送協会は、開催地の立候補は2014年6月13日までにこれに応えるよう求めた。会場は開催日の6-7週間前から1週間後まで使用可能であること、会場は屋根付きであること、空調機能があり1万人以上の収容能力があること、音響や照明のため天井までの高さが15メートル以上であること、出場者の控室（グリーンルーム）は会場内か少なくともその近くであり、300人以上を収容できること、この他に飲食スペースとして6千平方メートル以上、視聴覚室、メイク室、衣装室、各国放送局の中継室50室を有すること、また2015年5月11日から24日までの間、記者会見場として別に最低4千平方メートル以上の室を設けることが要件として掲げられた。
2014年6月13日の立候補締切の後、12の会場が候補地となったことが発表された。オーストリア放送協会によると、ウィーン、インスブルック、グラーツの3都市が開催地候補となったと発表された。また、当初開催予定日は5月の12日、14日、16日とされていたが、開催都市にあわせて後ろ倒しに変更された。
| 都市               | 会場                                   | 備考                                                                                       |
| 候補会場           | 候補会場                               | 候補会場                                                                                   |
| ------------------ | -------------------------------------- | ------------------------------------------------------------------------------------------ |
| グラーツ           | シュタットハレ・グラーツ               | 2010年欧州男子ハンドボール選手権会場                                                       |
| インスブルック     | オリンピアハレ                         | 1964年冬季オリンピックおよび1976年冬季オリンピックのフィギュアスケート・アイスホッケー会場 |
| ウィーン           | ヴィーナー・シュタットハレ ホールD     | エルステ・バンク・オープンテニス大会を毎年開催                                             |
| 候補から外れた会場 |                                        |                                                                                            |
| クラーゲンフルト   | ヴェルターゼー・シュターディオン       | UEFA Euro 2008の会場の1つ                                                                  |
| オーバーヴァルト   | メッセツェントルム                     |                                                                                            |
| ウィーン           | シェーンブルン宮殿                     |                                                                                            |
| ウィーン           | ウィーン国際空港                       |                                                                                            |
| ウィーン           | ヘルデンプラッツ                       |                                                                                            |
| ウィーン           | ノイ・マルクスにコンサートホールを新設 |                                                                                            |
| ウィーン           | マルクス・ホール                       |                                                                                            |
| ウィーン           | トラブレンバーン・クリーアウ           |                                                                                            |
| ヴェルス           | メッセハレ                             |                                                                                            |

## 形式
コンテストは2つの準決勝と決勝から成り、ユーロビジョン・ソング・コンテスト2008から変わっていない。それぞれの準決勝から上位10か国ずつが決勝に進出し、また主催国のオーストリアおよび「Big 5」の5か国（イギリス、イタリア、スペイン、ドイツ、フランス）は決勝からの出場となる。また、60周年を記念して今大会に限りオーストラリアが出場することとなったが、同国も決勝からの出場である。
2011年、欧州放送連合は初回の1956年大会以降すべての大会の記録化に着手したと発表し、2015年大会までにその成果を公開するとしていた。後にこの記録は60周年にあわせて公表されること、記録はテレビ放送に適した形式で提供されること、またその一部は欧州放送連合からウェブサイトを通じて公開されることが明らかにされた。

### 準決勝の組分け
各国がどちらの準決勝に参加するかは、2015年1月26日にウィーン市庁舎にて アンディ・クノールおよびカタリーナ・ベロヴィッチの司会のもと発表された。前年までと同様に、「Big 5」諸国、主催国オーストリア、およびゲスト参加のオーストラリアを除く出場国はまず5つの組に分けられ、各組から半数が準決勝1、残りが準決勝2に割り振られた。5つの組は、過去の投票傾向をもとにDigame社により算出された
| 1組                                                                                  | 2組                                                                                            | 3組                                                                                          | 4組                                                                     | 5組                                                                     |
| ------------------------------------------------------------------------------------ | ---------------------------------------------------------------------------------------------- | -------------------------------------------------------------------------------------------- | ----------------------------------------------------------------------- | ----------------------------------------------------------------------- |
| - アルバニア - 北マケドニア - マルタ - モンテネグロ - セルビア - スロベニア - スイス | - デンマーク - エストニア - フィンランド - アイスランド - ラトビア - ノルウェー - スウェーデン | - アルメニア - アゼルバイジャン - ベラルーシ - ジョージア - イスラエル - リトアニア - ロシア | - ベルギー - キプロス - ギリシャ - アイルランド - オランダ - サンマリノ | - チェコ - ハンガリー - モルドバ - ポーランド - ポルトガル - ルーマニア |

### 出場順
出場順は前年同様、大会運営者によって決定され、欧州放送連合の大会総監督および諮問団の承認を受けることとされた。

### 視覚デザイン
2014年7月31日、欧州放送連合は60周年にあわせて刷新した大会ロゴを公表した。2014年9月11日、2015年大会のスローガン「Building Bridges（橋を架ける）」を発表した。オーストリア放送協会の会長・アレクサンダー・ヴラベッツは、「ウィーンのコンテストで、音楽が国や文化、言語を結ぶ橋となることを望む。このヨーロッパの一大イベントを通じて、あらゆる人々がともに手を取り合い、橋を架ける大会としたい。」とコメントした。
コンテストの視覚デザインは2014年11月25日に公開された。今大会のデザインは波状の模様を取り入れており、これは多様性に富んだ人々を結び、出会いの場となる橋を象徴している。またその色はそれぞれのアーティスト、楽曲、観客の個性、多様性を表すとともにその架け橋となっている。このデザインは大会関係者のユニフォーム、テレビ放送、広報をはじめ、大会に関するあらゆるものに取り入れられる。

### 司会
2014年12月19日、オーストリア放送協会はミリヤム・ヴァイフゼルブラウン、アリーセ・トゥムラー、アラベラ・キースバウアーの3人を司会として発表した。司会が女性ばかりで3人というのは史上初めてのことである。また、前年大会の優勝者コンチータ・ヴルストは出場者控室（グリーンルーム）の担当司会となった。

### 運営体制
2014年5月、オーストリア放送協会と欧州放送連合との初期の打ち合わせにおいて、2015年大会の運営体制が決定され、オーストリア放送協会のエンターテイメント部門の最高責任者であるエドガー・ベーム（Edgar Böhm）が今大会の監督に指名された。

### 60周年記念番組
欧州放送連合とイギリスの英国放送協会（BBC）との間で合意が結ばれ、BBCがユーロビジョン・ソング・コンテストの60周年を記念する番組を製作するたことが2014年10月22日に明らかになった。50周年の際にもデンマーク放送協会によって同様の番組『おめでとう!ユーロビジョン・ソング・コンテストの50年』が製作されている。60周年記念の行事はロンドンのロイヤル・アルバート・ホールで開催され、英国放送協会でユーロビジョンの中継を担当したグラハム・ノートンと、2013年大会で司会を務めたペートラ・メーデが司会を務めると発表された。欧州放送連合のヨン・オラ・サンドは、60周年記念のイベントに向けて各国からの案を精査していると話した。また、2015年大会の監督を務めるオーストリア放送協会のエドガー・ベームは、英国放送協会が60周年記念の番組を製作していることを確認している。
2015年2月3日、60周年記念に関する公式発表があり、英国放送協会が同イベントを主催し2015年3月31日にロンドン・ハマースミスのハマースミス・アポロで開催されることが明らかになった。またグラハム・ノートンおよびペートラ・メーデがイベントの司会を務めること、番組は各国の放送局がそれぞれ異なる時間帯に放送すること、2015年2月6日から入場券が発売されること、20か国の代表がラインナップにあることが発表された。

## 参加国

準決勝1に参加
準決勝1で投票
準決勝2に参加
準決勝2で投票
両準決勝で投票

2014年12月23日、39か国が2015年大会に出場することが発表された。キプロス、セルビアは2013年大会以来、チェコ共和国は2009年大会以来の大会復帰であり、一方ウクライナは今大会への参加を見送った。大会参加の締切は2014年9月15日であった。大会参加を申請した国は、2014年10月10日までは違約金なしで申請を取り下げることができる。
2015年2月10日、欧州放送連合は、ユーロビジョン・ソング・コンテストの60周年を記念し、オーストラリアが今大会の決勝に出場すると発表した。オーストラリアの代表放送局はスペシャル・ブロードキャスティング・サービス（SBS）であり、SBSは過去30年に渡ってユーロビジョン・ソング・コンテストをオーストラリア向けに放送してきた実績がある。オーストラリアが決勝からの参加となった理由は「準決勝から参加する各国のチャンスを奪わないため」とされ、同国の参加はユーロビジョン・ソング・コンテストの60周年の記念、およびオーストラリアの長年に渡るユーロビジョンへの愛着に敬意を評した今年限りの特例であることなどが発表された。また、オーストラリアが優勝した場合は、2016年大会をオーストラリアで開催することはなく、SBS主催によりヨーロッパ域内の都市で大会を開催し、オーストラリアは2016年大会への出場が認められることとされた。オーストラリアの出場により、今大会の決勝は27か国で争われることとなった。

### 再出場のアーティスト
サンマリノ代表のミケーレ・ペルニオーラとアニータ・シモンチーニは、それぞれジュニア・ユーロビジョン・ソング・コンテストへの出場歴があり、ペルニオーラはジュニア・ユーロビジョン・ソング・コンテスト2013のサンマリノ代表、シモンチーニはジュニア・ユーロビジョン・ソング・コンテスト2014のサンマリノ代表「ペッパーミンツ」のメンバーである。マルタ代表のアンバー・ボンディンは2012年大会でマルタ代表カート・カレージャのバックヴォーカルを務めた。ベラルーシ代表のユザリは2011年大会のベラルーシ代表アナスタシーヤ・ヴィーンニカヴァのバックヴォーカルを務めた。

## 結果

### 準決勝1
16か国が準決勝1に出場し、これに加えてオーストラリア、オーストリア、スペイン、フランスが準決勝1を自国向けに中継放送し、投票に加わる。
| 登場順 | 国           | アーティスト                                              | 楽曲                   | 言語               | 順位 | 得点 |
| ------ | ------------ | --------------------------------------------------------- | ---------------------- | ------------------ | ---- | ---- |
| 01     | モルドバ     | エドゥアルト・ロマニュータ Eduard Romanyuta               | "I Want Your Love"     | 英語               | 11   | 41   |
| 02     | アルメニア   | ジェネアロジー Genealogy                                  | "Face the Shadow"      | 英語               | 7    | 77   |
| 03     | ベルギー     | ロイク・ノッテ Loïc Nottet                                | "Rhythm Inside"        | 英語               | 2    | 149  |
| 04     | オランダ     | トレインチャ・オーステルハウス Trijntje Oosterhuis        | "Walk Along"           | 英語               | 14   | 33   |
| 05     | フィンランド | Pertti Kurikan Nimipäivät                                 | "Aina mun pitää"       | フィンランド語     | 16   | 13   |
| 06     | ギリシャ     | マリア・エレナ・キリアク Maria Elena Kyriakou             | "One Last Breath"      | 英語               | 6    | 81   |
| 07     | エストニア   | エリナ・ボルン & スティグ・ラスタ Elina Born & Stig Rästa | "Goodbye to Yesterday" | 英語               | 3    | 105  |
| 08     | 北マケドニア | ダニエル・カイマコスキ Daniel Kajmakoski                  | "Autumn Leaves"        | 英語               | 15   | 28   |
| 09     | セルビア     | ボヤナ・スタメノヴ Bojana Stamenov                        | "Beauty Never Lies"    | 英語               | 9    | 63   |
| 10     | ハンガリー   | チェメル・ボグラールカ＝“ボギ” Csemer Boglárka - Boggie   | "Wars for Nothing"     | 英語               | 8    | 67   |
| 11     | ベラルーシ   | ユザリ & マイムーナ Uzari & Maimuna                       | "Time"                 | 英語               | 12   | 39   |
| 12     | ロシア       | ポリーナ・ガガーリナ Polina Gagarina                      | "A Million Voices"     | 英語               | 1    | 182  |
| 13     | デンマーク   | アンティ・ソーシャル・メディア Anti Social Media          | "The Way You Are"      | 英語               | 13   | 33   |
| 14     | アルバニア   | エルハイダ・ダニ Elhaida Dani                             | "I'm Alive"            | 英語               | 10   | 62   |
| 15     | ルーマニア   | ヴォルタージ Voltaj                                       | "De la capăt"          | ルーマニア語、英語 | 5    | 89   |
| 16     | ジョージア   | ニナ・スブラッティ Nina Sublatti                          | "Warrior"              | 英語               | 4    | 98   |

### 準決勝2
17か国が準決勝1に出場し、これに加えてオーストラリア、イギリス、イタリア、ドイツが準決勝2を自国向けに中継放送し、投票に加わる。
| 登場順 | 国               | アーティスト                                                                            | 楽曲                           | 言語           | 順位 | 得点 |
| ------ | ---------------- | --------------------------------------------------------------------------------------- | ------------------------------ | -------------- | ---- | ---- |
| 01     | リトアニア       | モニカ・リンキーテ & ヴァイダス・バウミラ Monika Linkytė & Vaidas Baumila               | "This Time"                    | 英語           | 7    | 67   |
| 02     | アイルランド     | モリー・スターリング Molly Sterling                                                     | "Playing with Numbers"         | 英語           | 12   | 35   |
| 03     | サンマリノ       | アニータ・シモンチーニ & ミケレ・ペルニオーラ Anita Simoncini & Michele Perniola        | "Chain of Lights"              | 英語           | 16   | 11   |
| 04     | モンテネグロ     | クネズ Knez                                                                             | "Adio"                         | モンテネグロ語 | 9    | 57   |
| 05     | マルタ           | アンバー・ボンディン Amber Bondin                                                       | "Warrior"                      | 英語           | 11   | 43   |
| 06     | ノルウェー       | Kjetil Mørland & Debrah Scarlett                                                        | "A Monster Like Me"            | 英語           | 4    | 123  |
| 07     | ポルトガル       | レオノール・アンドラーデ Leonor Andrade                                                 | "Há um mar que nos separa"     | ポルトガル語   | 14   | 19   |
| 08     | チェコ           | マルタ・ヤンドヴァー & ヴァーツラフ・ノイト・バールタ Marta Jandová & Václav Noid Bárta | "Hope Never Dies"              | 英語           | 13   | 33   |
| 09     | イスラエル       | Nadav Guedj                                                                             | "Golden Boy"                   | 英語           | 3    | 151  |
| 10     | ラトビア         | アミナータ・サヴァドゴ Aminata Savadogo                                                 | "Love Injected"                | 英語           | 2    | 155  |
| 11     | アゼルバイジャン | エルヌル・フュセイノフ Elnur Hüseynov                                                   | "Hour of the Wolf"             | 英語           | 10   | 53   |
| 12     | アイスランド     | マリア・オラフス Maria Olafs                                                            | "Unbroken"                     | 英語           | 15   | 14   |
| 13     | スウェーデン     | モンス・セルメルロー Måns Zelmerlöw                                                     | "Heroes"                       | 英語           | 1    | 217  |
| 14     | スイス           | Mélanie René                                                                            | "Time to Shine"                | 英語           | 17   | 4    |
| 15     | キプロス         | ヤンニス・カラヤンニス Giannis Karagiannis                                              | "One Thing I Should Have Done" | 英語           | 6    | 87   |
| 16     | スロベニア       | マラーヤ Maraaya                                                                        | "Here for You"                 | 英語           | 5    | 92   |
| 17     | ポーランド       | モニカ・クシンスカ Monika Kuszyńska                                                     | "In the Name of Love"          | 英語           | 8    | 57   |

### 決勝
| 登場順 | 国               | アーティスト                                                              | 楽曲                           | 言語               | 順位 | 得点 |
| ------ | ---------------- | ------------------------------------------------------------------------- | ------------------------------ | ------------------ | ---- | ---- |
| 01     | スロベニア       | マラーヤ Maraaya                                                          | "Here for You"                 | 英語               | 14   | 39   |
| 02     | フランス         | Lisa Angell                                                               | "N'oubliez pas"                | フランス語         | 25   | 4    |
| 03     | イスラエル       | Nadav Guedj                                                               | "Golden Boy"                   | 英語               | 9    | 97   |
| 04     | エストニア       | エリナ・ボルン & スティグ・ラスタ Elina Born & Stig Rästa                 | "Goodbye to Yesterday"         | 英語               | 7    | 106  |
| 05     | イギリス         | エレクトロ・ヴェルヴェット Electro Velvet                                 | "Still in Love with You"       | 英語               | 24   | 5    |
| 06     | アルメニア       | ジェネアロジー Genealogy                                                  | "Face the Shadow"              | 英語               | 16   | 34   |
| 07     | リトアニア       | モニカ・リンキーテ & ヴァイダス・バウミラ Monika Linkytė & Vaidas Baumila | "This Time"                    | 英語               | 18   | 30   |
| 08     | セルビア         | ボヤナ・スタメノヴ Bojana Stamenov                                        | "Beauty Never Lies"            | 英語               | 10   | 53   |
| 09     | ノルウェー       | Kjetil Mørland & Debrah Scarlett                                          | "A Monster Like Me"            | 英語               | 8    | 102  |
| 10     | スウェーデン     | モンス・セルメルロー Måns Zelmerlöw                                       | "Heroes"                       | 英語               | 1    | 365  |
| 11     | キプロス         | ヤンニス・カラヤンニス Giannis Karagiannis                                | "One Thing I Should Have Done" | 英語               | 22   | 11   |
| 12     | オーストラリア   | ガイ・セバスチャン Guy Sebastian                                          | "Tonight Again"                | 英語               | 5    | 196  |
| 13     | ベルギー         | ロイク・ノッテ Loïc Nottet                                                | "Rhythm Inside"                | 英語               | 4    | 217  |
| 14     | オーストリア     | メイクメイクス The Makemakes                                              | "I Am Yours"                   | 英語               | 26   | 0    |
| 15     | ギリシャ         | マリア・エレナ・キリアク Maria Elena Kyriakou                             | "One Last Breath"              | 英語               | 19   | 23   |
| 16     | モンテネグロ     | クネズ Knez                                                               | "Adio"                         | モンテネグロ語     | 13   | 44   |
| 17     | ドイツ           | アン・ゾフィー Ann Sophie                                                 | "Black Smoke"                  | 英語               | 27   | 0    |
| 18     | ポーランド       | モニカ・クシンスカ Monika Kuszyńska                                       | "In the Name of Love"          | 英語               | 23   | 10   |
| 19     | ラトビア         | アミナータ・サヴァドゴ Aminata Savadogo                                   | "Love Injected"                | 英語               | 6    | 186  |
| 20     | ルーマニア       | ヴォルタージ Voltaj                                                       | "De la capăt"                  | ルーマニア語、英語 | 15   | 35   |
| 21     | スペイン         | エドゥルネ Edurne                                                         | "Amanecer"                     | スペイン語         | 21   | 15   |
| 22     | ハンガリー       | チェメル・ボグラールカ＝“ボギ” Csemer Boglárka - Boggie                   | "Wars for Nothing"             | 英語               | 20   | 19   |
| 23     | ジョージア       | ニナ・スブラッティ Nina Sublatti                                          | "Warrior"                      | 英語               | 11   | 51   |
| 24     | アゼルバイジャン | エルヌル・フュセイノフ Elnur Hüseynov                                     | "Hour of the Wolf"             | 英語               | 12   | 49   |
| 25     | ロシア           | ポリーナ・ガガーリナ Polina Gagarina                                      | "A Million Voices"             | 英語               | 2    | 303  |
| 26     | アルバニア       | エルハイダ・ダニ Elhaida Dani                                             | "I'm Alive"                    | 英語               | 17   | 34   |
| 27     | イタリア         | イル・ヴォーロ Il Volo                                                    | "Grande amore"                 | イタリア語         | 3    | 292  |

## その他の国
原則として、ユーロビジョン・ソング・コンテストに参加できるのは、欧州放送連合に加盟している放送局のみである。欧州放送連合は加盟している全56局全てに、今大会の招待状を送付しており、うち39か国が参加を申請、その他の国は参加を見送っている。

### 欧州放送連合加盟局を有する国
- アンドラ - アンドラは今大会には参加しないことを表明している[48]
- ボスニア・ヘルツェゴビナ - ボスニア・ヘルツェゴビナ国営放送は今大会への参加を希望していたが、参加費用が確保できなければ見送るとしていた[49][50]。後にボスニア・ヘルツェゴビナは参加申請を取り下げた[51]。2014年11月17日、資金難を理由に、ボスニア・ヘルツェゴビナは正式に参加申請を取り下げたことを発表した[52]
- ブルガリア - ブルガリアは参加の仮申請を提出していたが[53]、2014年10月10日、資金難を理由に参加申請を取り下げたことを発表した[54]。2014年10月31日、欧州放送連合から特別に猶予期間を与えられており、まだ不参加は最終決定ではないと発表していたが[55]、2014年12月18日には資金確保ができなかったとして参加を断念した[56]
- クロアチア - クロアチア国営放送は2015年大会への不参加を表明した[57]
- レバノン - テレ・リバン（英語版）はユーロビジョン・ソング・コンテストへの不参加を表明した[58]。レバノンはユーロビジョン・ソング・コンテスト2005に参加予定であったが、後に参加を取りやめている[59]
- ルクセンブルク - 2014年7月31日、ルクセンブルクは2015年大会には出場しないことを表明した[60]。ルクセンブルクの文化大臣マギー・ナーゲル（Maggy Nagel）が自国の大会出場を望むと話した旨報道されたが[61][62][63]、後にナーゲル自身により誤解として否定された[64]。また、サンマリノとの共同参加の報道もあり[65][66]、サンマリノ国営放送はそうした話があることは認めたものの[67]、2014年11月24日に計画は頓挫したことが明らかになった[68]。
- モナコ - テレ・モンテ・カルロ（英語版）は、モナコの不参加を表明した[69]
- モロッコ - モロッコは不参加を表明した[70]
- スロバキア - スロバキア国営放送は、資金不足および放送計画との不整合を理由に不参加を表明した[71]
- トルコ - トルコ国営放送は2014年大会への不参加を表明した際、2015年大会への復帰を否定しなかった[72][73]。2014年8月、トルコ国営放送のヤームル・トュズュン（Yağmur Tüzün）が2015年大会への参加を否定、復帰の計画はないとした[74][75]。トルコの不参加は2014年9月5日に再確認された[76]。2015年2月6日、トルコは2016年大会への復帰の可能性がある旨表明された[77]
- ウクライナ - ウクライナ国営放送は、2014年9月19日に資金難およびウクライナ内戦を理由に今大会への不参加を表明した[78][79]

### 欧州放送連合加盟局のない国
- リヒテンシュタイン - リヒテンシュタインの放送局は、資金不足を理由に欧州放送連合への加盟計画は実現していない[80]

## 論争

### ロシアに対するブーイング
2014年大会に続き、ウクライナ紛争とロシアの反同性愛法により、得点発表の際のロシアへのブーイングが目立った。放送中は音響技術によりブーイングの声が掻き消されたが、司会者は数回、現場の観客に対してブーイングをやめようと呼びかけた。

### 政治的な歌詞
オスマン帝国によるアルメニア人虐殺の100周年忌に当たる節目であるため、アルメニア代表曲はアルメニア人虐殺への否定を批判する曲『Don't Deny』であったが、アゼルバイジャン当局はアルメニア人虐殺を認めないため、「政治的な動き」としてアルメニア側を非難した。その結果、アルメニア側は曲を『Face the Shadow』に改名したが、歌詞はそのままにした。
また、ギリシャの代表曲の『One Last Breath』は一見自分を置き去りにした恋人を非難する曲であるが、当時のギリシャ財政危機により債務不履行寸前の危機に陥ったギリシャ当局の思惑とギリシャ人の感情を反映したという観測もある。